# Aeroportul Regional Lake Charles
Aeroportul Regional Lake Charles (IATA: LCH, ICAO: KLCH, FAA LID: LCH) este un aeroport din Louisiana, Statele Unite ale Americii ce deservește zona Lake Charles⁠(d). Aeroportul a fost tranzitat în 2019 de 124.114 pasageri. A fost numit după zona deservită.
Situat la o altitudine de 5 m, aeroportul dispune de 2 piste.

## Infrastructură

### Piste
Aeroportul dispune de 2 piste. Pista 5/23 are suprafața de asfalt și dimensiunile 5.200 picioare × 100 picioare. Pista 15/33 are suprafața de beton și dimensiunile 6.500 picioare × 150 picioare. 